# Ivan Avdjejevič Avekov
Ivan Avdjejevič Avekov (izvirno rusko Иван Авдеевич Авеков), sovjetski letalski častnik, vojaški pilot in letalski as, * 19. maj 1919, † 17. april 1943 (KIA). 
Avekov je v svoji vojaški karieri dosegel 15 samostojnih in 6 skupnih zračnih zmag.

## Življenjepis
Med drugo svetovno vojno je bil pripadnik 519. lovskega letalskega polka.
Opravil je 178 bojnih poletov; letel je z I-16 in Jak-1.

## Odlikovanja
- heroj Sovjetske zveze
- red Lenina